# Wajira
Genre
Wajira est un genre de plantes à fleurs dicotylédones de la famille des Fabaceae, sous-famille des Faboideae, originaire d'Afrique et d'Asie, qui compte cinq espèces acceptées.

## Liste d'espèces
Selon The Plant List (29 septembre 2018) :
- Wajira albescens Thulin
- Wajira danissana Thulin & Lavin
- Wajira grahamiana (Wight & Arn.) Thulin & Lavin
- Wajira praecox (Verdc.) Thulin & Lavin
- Wajira virescens (Thulin) Thulin & Lavin